# Andrei Ciofu
Andrei Ciofu (Pîrlița, 31 maggio 1994) è un ex calciatore moldavo, di ruolo centrocampista.

## Carriera

### Club
In carriera ha giocato otto partite di qualificazione per l'Europa League, sei con il Milsami Orhei e due con l'Atlantas.

### Nazionale
Ha giocato nelle nazionali giovanili moldave Under-17, Under-19 ed Under-21.

## Palmarès

### Club

#### Competizioni nazionali
- Coppa di Moldavia: 1

Milsami Orhei: 2011-2012
- Supercoppa di Moldavia: 1

Milsami Orhei: 2012